# Мусомишта
Мусо́мишта (болг. Мусомища) — село в Благоєвградській області Болгарії. Входить до складу громади Гоце Делчев.

## Населення
За даними перепису населення 2011 року у селі проживали 2107 осіб.
Національний склад населення села:
| Національність   | Кількість осіб | Відсоток |
| ---------------- | -------------- | -------- |
| болгари          | 1867           | 91,4%    |
| цигани           | 103            | 5,0%     |
| турки            | 5              | 0,2%     |
| інша             | 60             | 2,9%     |
| не визначились   | 7              | 0,3%     |
| Всього відповіли | 2042           |          |

Розподіл населення за віком у 2011 році:
Динаміка населення: